# Pagaronia chejuensis
Pagaronia chejuensis är en insektsart som beskrevs av Huh och Kae Kyoung Kwon 1994. Pagaronia chejuensis ingår i släktet Pagaronia och familjen dvärgstritar. Inga underarter finns listade i Catalogue of Life.